# Luisenschule (Magdeburg)

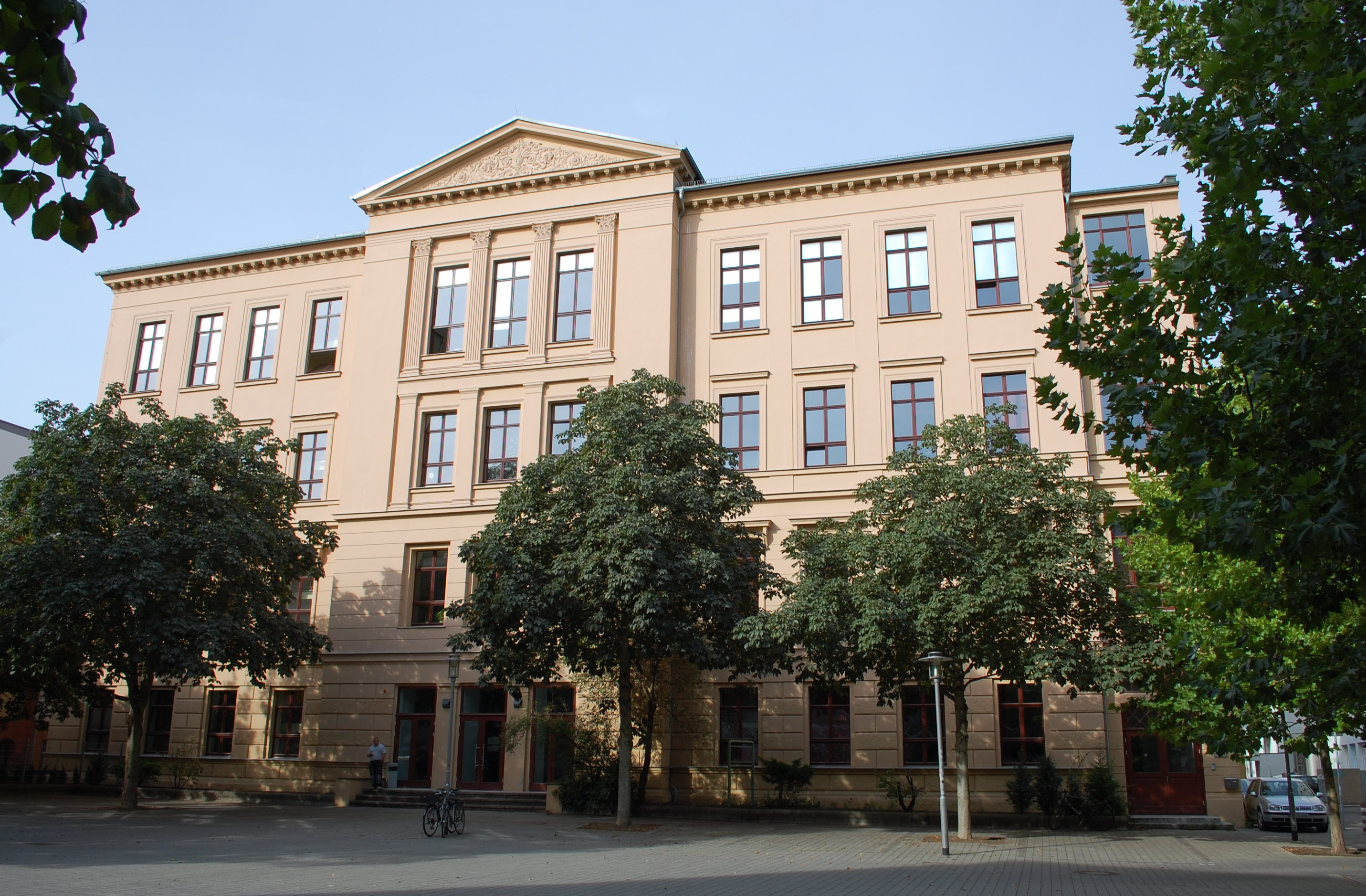
Luisenschule

Die Luisenschule ist ein denkmalgeschütztes ehemaliges Schulgebäude in Magdeburg in Sachsen-Anhalt.

## Lage
Das Schulgebäude befindet sich an der Adresse Leiterstraße 9 in der Magdeburger Altstadt.

## Architektur
Das heute viergeschossige Gebäude wurde in den Jahren 1846 bis 1848 zunächst als zweigeschossiger Bau im spätklassizistischen Schinkel-Stil nach Plänen des Stadtbaurates H. A. Schüler errichtet. Im Jahr 1860 wurde die Schule zunächst um ein Geschoss aufgestockt. Dabei wurde die Aula vom ersten in das zweite Obergeschoss verlegt. Die beiden Treppenhäuser des Gebäudes führten direkt vom Vestibül aus nach oben. 1895/96 wurde die benachbarte Turnhalle, heute gleichfalls denkmalgeschützt, gebaut. Unter der Leitung des Stadtbauinspektors Wilhelm Berner erfolgte dann 1910/11 der Umbau zur heutigen Viergeschossigkeit inklusive erneuter Verlagerung der Aula in das oberste Geschoss.
Die elfachsige Fassade des verputzten Baus ist im Erdgeschoss und im ersten Obergeschoss mit Quader- und Bandrustika verziert. Die seitlichen Rechteckfenster des ersten Obergeschosses sind mit Konsolen und Kragplatten geschmückt. Die drei mittleren Achsen sind als flacher von einem Dreiecksgiebel bekrönter Mittelrisalit gestaltet. Er ist mit im Stil der Antike gearbeitetem Rankenwerk verziert. Im zweiten und dritten Obergeschoss des Risalits werden die Fenster durch kannelierte Pilaster betont. Im dritten, die Aula beherbergenden Obergeschoss bestehen darüber hinaus noch korinthische Kapitelle. Unterhalb des Satteldachs besteht ein kräftiges Kranzgesims.
Nördlich schließt sich etwas zurückgesetzt ein nur einachsiger Bau an. Dieser etwas niedrigere Gebäudeteil war 1910/11 entstanden und diente ursprünglich als Verbindungsbau zum weiter westlich an der Prälatenstraße stehenden Schulgebäude.
Im Denkmalverzeichnis des Landes Sachsen-Anhalt ist die Schule unter der Erfassungsnummer 094 06342 als Baudenkmal verzeichnet.

## Geschichte
Im Mittelalter gehörte das Grundstück zum benachbarten Dominikanerkloster und war mit dem Refektorium und der Klosterbrauerei bebaut. Im Zuge der Reformation wurde das Kloster aufgegeben. Es entstand hier der Kapitelshof, eine Kurie des Domkapitels. Sie gehörte 1608 dem Domherren Friedrich von Arnstedt und wurde daher auch als Arnstedtischer Hof bezeichnet. Seit dem 17. Jahrhundert befand sich hier der Amtshof der Domvogtei. Er war nach der Zerstörung Magdeburgs im Jahr 1631 auf den alten Kelleranlagen errichtet worden. In den Ruinen hatten nach der Zerstörung zunächst arme Leute und ehemalige Soldaten gewohnt. Es bestanden Zufahrtswege vom östlich gelegenen Breiten Weg und der nördlich befindlichen Leiterstraße. Zur Domvogtei gehörten auch die Vogteigefängnisse. An der Außenwand war ein Halseisen angebracht, das sich ursprünglich am Pranger hinter dem Magdeburger Dom befunden hatte. Schweine waren im ehemaligen Kreuzgang des Klosters untergebracht. Der Brauer der dem Domkapitel gehörenden Brauerei wohnte in einem Nebenhaus. Hinter dem Amtshof befand sich die Amtsfronerei. Im Jahr 1789 wurde die Brauerei abgerissen. Die Baumaterialien wurden beim Bau des Hauses Breiter weg 7 genutzt. Die Domvogtei bestand bis zur Zeit des Königreichs Westphalen. 1812 übertrug der westphälische König Jerome das Grundstück an die Stadt Magdeburg. Andere Angaben nannten 1803 einen Wolf, vermutlich den Fleischer Wolf, dem das benachbarte Haus Breiter Weg 199 gehörte, und 1845 einen Thiele als Eigentümer.
Die Luisenschule selbst wurde 1819 als städtische Höhere Mädchenschule betrieben. Zunächst war die Schule in einem Wohnhaus in der Fürstenwallstraße 6 untergebracht. Sie galt als Teil des fortschrittlichen Schulsystems der Stadt. Anders als die damals schon in Magdeburg bestehenden vier privaten Töchterschulen, wurde an dieser Einrichtung eine höhere Schulbildung vermittelt. Höhere Töchterschulen bestanden in Preußen erst ab Anfang des 19. Jahrhunderts.  In den ersten Jahren gewann Karl Zerrenner die Pädagogin Henriette Hasenbalg für die Schule. Der Unterricht bestand zunächst aus weiblichen Handarbeiten und Sittenlehre. Daneben gab es leichten Sprach-, Naturkunde- und Rechenunterricht, der jedoch nur eine untergeordnete Rolle spielte. Ab 1824 wurden an der Schule auch Lehrerinnen ausgebildet. Eine solche Ausbildung hatte es bis dahin in Preußen nur in Berlin gegeben. Aufgrund steigender Schülerinnenzahlen machte sich nach einiger Zeit ein Schulneubau erforderlich. Der Fiskus trat hierfür ein Grundstück des Domvogteigehöfts nördlich der Sankt-Sebastian-Kirche ab, auf dem sich zuvor Gefängnisbauten befanden. Der Bau erfolgte dann von 1846 bis 1848. Die Einweihung des neuen Schulgebäudes fand am 2. Mai 1848 statt. Die Adresse des Gebäudes lautete damals Breiter Weg 200. Von 1848 bis 1884 war der Pädagoge Karl Gude an der Schule tätig.
Im Jahr 1867 galt die Schule bereits als größte höhere Mädchenschule in Preußen. 1874 zählte die Schule 900 Schülerinnen. Ab 1875 musste die benachbarte erste Mittlere Töchterschule in der Prälatenstraße mitgenutzt werden. Wegen der weiter steigenden Zahlen gründete die Stadt Magdeburg 1880 eine weitere Höhere Töchterschule. Zur Abgrenzung machten sich Benennungen erforderlich. Der erste Schule erhielt den Namen Luisenschule, die zweite Augustaschule. 1902 wurde die Hälfte des Schulbetriebs in das Schulgebäude der umgezogenen Augustaschule in die damalige Bismarckstraße 1a, heutige Leibnizstraße, verlegt. Hieraus wurde 1904 eine dritte Höhere Töchterschule, die Viktoriaschule, gebildet. Von 1904 bis 1908 war Klaudius Bojunga Leiter der Schule. 1911 wurde dann auch das Gebäude in der benachbarten Prälatenstraße mitgenutzt.
In den Jahren 1984 bis 1986 wurde das Schulgebäude umfangreich rekonstruiert. Ab 1987 diente es der Städtischen Volkshochschule, seit dem Jahr 2009 wird das Gebäude nach Sanierung und Umbau durch das Oberverwaltungsgericht des Landes Sachsen-Anhalt genutzt.